# Ножиков, Юрий Абрамович
Юрий Абрамович Ножиков (17 февраля 1934 года, Ленинград, РСФСР, СССР, — 15 июня 2010 года, Иркутск, Российская Федерация) — губернатор Иркутской области с 1991 по 1997 год, советник губернатора Иркутской области с 1997 года.

## Биография
Отец Юрия Абрамовича — китаец Чен Кин Сан (Леонид), погиб в 1937 году, мать Татьяна Семёновна Ножикова (урождённая Торопова, 1911—?), медсестра — русская. Воспитывался отчимом Абрамом Моисеевичем Ножиковым (1906—1942), который погиб на фронте.

### Образование
В 1956 году окончил Ивановский энергетический институт.
Работал на крупнейших стройках Урала, Сибири, Дальнего Востока, Крайнего Севера. С 1970 года — управляющий трестом «Востокэнергомонтаж», с 1984 по 1988 год — начальник, генеральный директор «Братскгэсстроя».

### Политическая деятельность
В 1961 году вступил в КПСС.
С 1988 по 1991 год — председатель исполкома Иркутского областного Совета народных депутатов. Избирался членом Верховного Совета РСФСР XI и XII созывов. В 1990 году был избран народным депутатом РСФСР.
19 сентября 1991 года указом Президента РСФСР Б. Н. Ельцина был назначен главой администрации Иркутской области.
Был сопредседателем партии Всероссийский союз «Обновление» (1992—1993), с июня 1992 года был членом Политико-Консультативного Совета «Гражданского Союза».
20 марта 1993 года в связи с введением Президентом «особого управления страной» был снят с поста президентским указом, однако был восстановлен через два дня.
Во время роспуска Верховного Совета 1993 года выступил за одновременные перевыборы парламента и президента.
27 марта 1994 года победил на выборах главы администрации Иркутской области, 24 апреля 1997 года подал в отставку с поста губернатора.
В 1995 году возглавлял блок «Преображение Отечества» на Выборах в Государственную думу.
Входил в Совет Федерации первого созыва, являлся членом Комитета по бюджету, финансовому, валютному и кредитному регулированию, денежной эмиссии, налоговой политике и таможенному регулированию, членом Мандатной комиссии. Также был членом Президентского Совета. Являлся заместителем председателя Совета губернаторов России, председателем комитета по недропользованию межрегиональной ассоциации «Сибирское соглашение».
Похоронен в Иркутске на кладбище "Покровский погост".

## Награды и звания
- Орден Дружбы народов (17 февраля 1994 года) — за большой вклад в реализацию экономических реформ, активную работу по консолидации демократических сил и укреплению российской государственности[5].
- Заслуженный строитель Бурятии и Сибири
- Орден Трудового Красного Знамени № 563287 (орденская книжка Ж № 688042 Москва 02.06.1971 г.)
- Орден Трудового Красного Знамени № 1197101 (орденская книжка И № 322150 Москва 27.04.1981 г.)
- Благодарность Президента Российской Федерации (12 августа 1996 года) — за активное участие в организации и проведении выборной кампании Президента Российской Федерации в 1996 году[6].
- Лауреат Государственной премии № 17003 (диплом № 17003 Лауреата Государственной премии СССР от 31.10.1985 г. Юрию Абрамовичу, начальнику специализированного управления строительства «Братскгэсстрой», за создание Билибинской атомной ТЭЦ.
- Знак «Почётный энергетик СССР»
- Почётный профессор Иркутского государственного университета (диплом № 1 о присвоении звания от 1995 г., Решением Ученого Совета ИГУ за большие заслуги по развитию высшего образования и личный вклад в реализацию международной программы «Сибирско-американский факультет менеджмента»

## Память

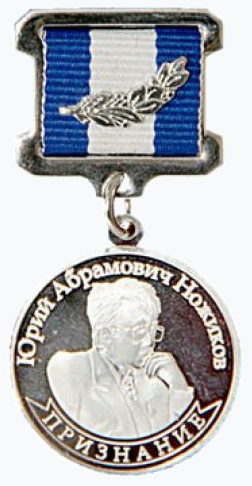
Почётный знак имени Юрия Абрамовича Ножикова «Признание»

- 26 сентября 2012 года в Иркутске, на пересечении улиц Максима Горького и Сухэ-Батора открыт памятник Юрию Ножикову[7].
- В микрорайоне Лесном, в честь первого губернатора названа улица Губернаторская, где он и жил.
- 29 сентября 2022 года, Законом Иркутской области № 72-ОЗ[8], был учреждён региональный почётный знак имени Юрия Абрамовича Ножикова «Признание». Почётным знаком награждаются граждане, осуществляющие социально значимую общественную деятельность в Иркутской области, способствующие становлению гражданского общества, за особо выдающиеся заслуги в деле развития экономики, производства, науки, техники, культуры, искусства, образования, здравоохранения, физической культуры и спорта, охраны окружающей среды.